# Makora diversa
Makora diversa är en spindelart som beskrevs av Forster och Wilton 1973. Makora diversa ingår i släktet Makora och familjen Amphinectidae. Inga underarter finns listade i Catalogue of Life.